# Katzwinkel
Katzwinkel là một đô thị thuộc huyện Altenkirchen, trong bang Rheinland-Pfalz, phía tây nước Đức. Đô thị Katzwinkel có diện tích 15,8 km², dân số thời điểm ngày 31 tháng 12 năm 2006 là 2004 người.